# Wuppertaler Sport-Verein 1978-1979
Questa voce raccoglie le informazioni riguardanti il Wuppertaler Sport-Verein nelle competizioni ufficiali della stagione 1978-1979.

## Stagione
Nella stagione 1978-1979 il Wuppertal, allenato da Bernd Hoss, concluse il campionato di 2. Bundesliga al 17º posto. In Coppa di Germania il Wuppertal fu eliminato al primo turno dal Borussia M'gladbach.

## Rosa
| N. |                     | Ruolo | Calciatore              |
| -- | ------------------- | ----- | ----------------------- |
|    | Germania (bandiera) | P     | Ulrich Gelhard          |
|    | Serbia (bandiera)   | P     | Vladimir Kovačić        |
|    | Germania (bandiera) | P     | Dieter Schlosser        |
|    | Germania (bandiera) | D     | Lothar Dupke            |
|    | Germania (bandiera) | D     | Jürgen-Michael Galbierz |
|    | Germania (bandiera) | D     | Norbert Heidemann       |
|    | Germania (bandiera) | D     | Wolfgang Koch           |
|    | Germania (bandiera) | D     | Michael Loesch          |
|    | Germania (bandiera) | D     | Erich Miß               |
|    | Germania (bandiera) | D     | Gerhard Pecl            |
|    | Germania (bandiera) | D     | Detlef Spincke          |

| N. |                     | Ruolo | Calciatore         |
| -- | ------------------- | ----- | ------------------ |
|    | Germania (bandiera) | C     | Jürgen Berghaus    |
|    | Germania (bandiera) | C     | Rainer Budde       |
|    | Belgio (bandiera)   | C     | Antoine Fagot      |
|    | Germania (bandiera) | C     | Achim Pauli        |
|    | Germania (bandiera) | C     | Karl-Heinz Zorr    |
|    | Germania (bandiera) | A     | Martin Bernard     |
|    | Germania (bandiera) | A     | Peter Hayduk       |
|    | Germania (bandiera) | A     | Rainer Jakobs      |
|    | Germania (bandiera) | A     | Siegbert Maschotta |
|    | Germania (bandiera) | A     | Günter Pröpper     |
|    | Germania (bandiera) | A     | Peter Redder       |

## Organigramma societario
Area tecnica
- Allenatore: Bernd Hoss
- Allenatore in seconda:
- Preparatore dei portieri:
- Preparatori atletici:

## Calciomercato

### Sessione estiva
| Acquisti | Acquisti                | Acquisti             | Acquisti |
| R.       | Nome                    | da                   | Modalità |
| -------- | ----------------------- | -------------------- | -------- |
| D        | Jürgen-Michael Galbierz | Herford              |          |
| P        | Ulrich Gelhard          | Alemannia Aquisgrana |          |

| Cessioni | Cessioni        | Cessioni            | Cessioni |
| R.       | Nome            | a                   | Modalità |
| -------- | --------------- | ------------------- | -------- |
| C        | Bernhard Hermes | Viktoria Colonia    |          |
| D        | Frank Hanisch   | TeBe Berlino        |          |
| A        | Helmut Lausen   | Borussia M'gladbach |          |

### Sessione invernale
| Acquisti | Acquisti | Acquisti | Acquisti |
| R.       | Nome     | da       | Modalità |
| -------- | -------- | -------- | -------- |

| Cessioni | Cessioni | Cessioni | Cessioni |
| R.       | Nome     | a        | Modalità |
| -------- | -------- | -------- | -------- |

## Risultati

### 2. Bundesliga

#### Girone di andata
| Arbitro: | Wichmann |

|                                   |           |                      |
| Mattsson 40’, 73’ Funkel 56’, 60’ | Marcatori | 47’ Jakobs 51’ Fagot |

| Arbitro: | Schütte |

|                                          |           |             |
| Jakobs 23’ Loesch 29’ Schultz 59’ (aut.) | Marcatori | 20’ Liedtke |

| Arbitro: | Rieb |

|  |           |                |
|  | Marcatori | 55’, 82’ Fagot |

| Arbitro: | Kohnen |

|           |           |             |
| Fagot 55’ | Marcatori | 73’ Ochmann |

| Arbitro: | Roth |

|                   |           |                        |
| Stegmayer 6’, 21’ | Marcatori | 23’ Spincke 72’ Hayduk |

| Arbitro: | Teichert |

|              |           |                            |
| Berghaus 50’ | Marcatori | 64’, 65’ Szech 90’ Brücken |

| Arbitro: | Osmers |

|                                         |           |           |
| Mrosko 3’ Rogoznica 31’, 52’ Krüger 87’ | Marcatori | 70’ Budde |

| Arbitro: | Möller |

|                                                  |           |  |
| Budde 12’, 62’ Jakobs 58’ Berghaus 63’ Fagot 83’ | Marcatori |  |

| Arbitro: | Kindervater |

|                             |           |                  |
| Strunck 10’, 50’ Wagner 65’ | Marcatori | 45’ (rig.) Budde |

| Wuppertal 7 ottobre 1978 10ª giornata | Wuppertal | 0 – 0 referto | TeBe Berlino | Stadion am Zoo (2 300 spett.)\| Arbitro: \| Schön \| |
| Arbitro:                              | Schön     |               |              |                                                      |

| Arbitro: | Milkert |

|           |           |             |
| Fagot 60’ | Marcatori | 63’ Feilzer |

| Arbitro: | Kasperowski |

|                |           |           |
| Jendrossek 27’ | Marcatori | 55’ Fagot |

| Arbitro: | Prinz |

|                                     |           |  |
| Berghaus 14’ Hayduk 60’ Spincke 68’ | Marcatori |  |

| Arbitro: | Kopka |

|  |           |              |
|  | Marcatori | 55’ Berghaus |

| Arbitro: | Uhlig |

|           |           |             |
| Fagot 70’ | Marcatori | 45’ Klinger |

| Arbitro: | Meijerink |

|                                                 |           |                 |
| Bachorz 20’, 46’ Clute-Simon 22’ Scheermann 81’ | Marcatori | 15’, 26’ Hayduk |

| Arbitro: | Winkler |

|                                         |           |                              |
| Budde 68’, 78’ Koch 72’ Hayduk 80’, 84’ | Marcatori | 5’ Anders 26’, 82’ Rieländer |

| Arbitro: | Kohnen |

|                                    |           |  |
| Jürgens 26’, 57’ Petković 31’, 51’ | Marcatori |  |

| Arbitro: | Wahmann |

|                   |           |                               |
| Dramsch 4’ (aut.) | Marcatori | 30’ Kehr 32’, 42’ Clute-Simon |

#### Girone di ritorno
| Arbitro: | Kindervater |

|                    |           |  |
| Koch 36’ Fagot 89’ | Marcatori |  |

| Arbitro: | Osmers |

|                        |           |  |
| Fetkenheuer 82’ (rig.) | Marcatori |  |

| Arbitro: | Hennig |

|            |           |          |
| Hayduk 42’ | Marcatori | 7’ Wloka |

| Arbitro: | Möller |

|                 |           |                  |
| Ochmann 4’, 81’ | Marcatori | 68’ (rig.) Fagot |

| Arbitro: | Reichmann |

|            |           |                                       |
| Hayduk 88’ | Marcatori | 52’ Schuster 63’ Ludwig 85’ Stegmayer |

| Leverkusen 16 febbraio 1979 25ª giornata | Bayer Leverkusen | 0 – 0 referto | Wuppertal | Kleines-Haberland-Stadion (5 000 spett.)\| Arbitro: \| Kespohl \| |
| Arbitro:                                 | Kespohl          |               |           |                                                                   |

| Arbitro: | Wippker |

|           |           |            |
| Fagot 48’ | Marcatori | 47’ Enders |

| Kiel 24 maggio 1979 27ª giornata | Holstein Kiel | 0 – 0 referto | Wuppertal | Holstein-Stadion (5 000 spett.)\| Arbitro: \| Kopka \| |
| Arbitro:                         | Kopka         |               |           |                                                        |

| Arbitro: | Brückner |

|            |           |                       |
| Hayduk 13’ | Marcatori | 43’ Schock 70’ Schmid |

| Arbitro: | Wahmann |

|               |           |  |
| Schilling 71’ | Marcatori |  |

| Arbitro: | Topolewski |

|             |           |  |
| Neumann 73’ | Marcatori |  |

| Arbitro: | Broska |

|          |           |  |
| Koch 90’ | Marcatori |  |

| Herne (Germania) 21 aprile 1979 32ª giornata | Wanne-Eickel | 0 – 0 referto | Wuppertal | Sportpark Wanne-Süd (2 000 spett.)\| Arbitro: \| Eschweiler \| |
| Arbitro:                                     | Eschweiler   |               |           |                                                                |

| Arbitro: | Fiene |

|            |           |  |
| Jakobs 63’ | Marcatori |  |

| Arbitro: | Assenmacher |

|                                         |           |          |
| Mill 12’, 59’ Wiemers 38’ Klausmann 46’ | Marcatori | 71’ Zorr |

| Arbitro: | Topolewski |

|            |           |                                     |
| Redder 67’ | Marcatori | 65’ Lopatenko 70’ (rig.) Scheermann |

| Arbitro: | Retzmann |

|                |           |                |
| Sagna 33’, 49’ | Marcatori | 9’, 30’ Hayduk |

| Arbitro: | Prinz |

|  |           |             |
|  | Marcatori | 30’ Jürgens |

| Arbitro: | Filipiak |

|             |           |  |
| van Dyk 15’ | Marcatori |  |

### Coppa di Germania
| Arbitro: | Eschweiler |

|                                                |           |                 |
| Ringels 42’ Nielsen 47’ Gores 62’ Simonsen 73’ | Marcatori | 14’, 82’ Hermes |

## Statistiche

### Statistiche di squadra
| Competizione      | Punti | In casa | In casa | In casa | In casa | In casa | In casa | In trasferta | In trasferta | In trasferta | In trasferta | In trasferta | In trasferta | Totale | Totale | Totale | Totale | Totale | Totale | DR  |
| Competizione      | Punti | G       | V       | N       | P       | Gf      | Gs      | G            | V            | N            | P            | Gf           | Gs           | G      | V      | N      | P      | Gf     | Gs     | DR  |
| ----------------- | ----- | ------- | ------- | ------- | ------- | ------- | ------- | ------------ | ------------ | ------------ | ------------ | ------------ | ------------ | ------ | ------ | ------ | ------ | ------ | ------ | --- |
| 2. Bundesliga     | 30    | 19      | 7       | 6       | 6       | 30      | 23      | 19           | 2            | 6            | 11           | 16           | 34           | 38     | 9      | 12     | 17     | 46     | 57     | -11 |
| Coppa di Germania | -     | 0       | 0       | 0       | 0       | 0       | 0       | 1            | 0            | 0            | 1            | 2            | 4            | 1      | 0      | 0      | 1      | 2      | 4      | -2  |
| Totale            | 30    | 19      | 7       | 6       | 6       | 30      | 23      | 20           | 2            | 6            | 12           | 18           | 38           | 39     | 9      | 12     | 18     | 48     | 61     | -13 |

### Andamento in campionato
| Giornata  | 1  | 2 | 3 | 4 | 5 | 6  | 7  | 8 | 9  | 10 | 11 | 12 | 13 | 14 | 15 | 16 | 17 | 18 | 19 | 20 | 21 | 22 | 23 | 24 | 25 | 26 | 27 | 28 | 29 | 30 | 31 | 32 | 33 | 34 | 35 | 36 | 37 | 38 |
| --------- | -- | - | - | - | - | -- | -- | - | -- | -- | -- | -- | -- | -- | -- | -- | -- | -- | -- | -- | -- | -- | -- | -- | -- | -- | -- | -- | -- | -- | -- | -- | -- | -- | -- | -- | -- | -- |
| Luogo     | T  | C | T | C | T | C  | T  | C | T  | C  | C  | T  | C  | T  | C  | T  | C  | T  | C  | C  | T  | C  | T  | C  | T  | C  | T  | C  | T  | T  | C  | T  | C  | T  | C  | T  | C  | T  |
| Risultato | P  | V | V | N | N | P  | P  | V | P  | N  | N  | N  | V  | V  | N  | P  | V  | P  | P  | V  | P  | N  | P  | P  | N  | N  | N  | P  | P  | P  | V  | N  | V  | P  | P  | N  | P  | P  |
| Posizione | 14 | 8 | 5 | 5 | 6 | 10 | 14 | 9 | 12 | 12 | 13 | 12 | 8  | 5  | 6  | 7  | 6  | 8  | 10 | 9  | 10 | 10 | 11 | 14 | 14 | 14 | 14 | 16 | 16 | 17 | 17 | 16 | 15 | 16 | 16 | 16 | 17 | 17 |

Legenda:

Luogo: C = Casa; T = Trasferta. Risultato: V = Vittoria; N = Pareggio; P = Sconfitta.

### Statistiche dei giocatori
| Giocatore    | 2. Bundesliga | 2. Bundesliga | 2. Bundesliga | 2. Bundesliga | Coppa di Germania | Coppa di Germania | Coppa di Germania | Coppa di Germania | Totale   | Totale | Totale      | Totale     |
| Giocatore    | Presenze      | Reti          | Ammonizioni   | Espulsioni    | Presenze          | Reti              | Ammonizioni       | Espulsioni        | Presenze | Reti   | Ammonizioni | Espulsioni |
| ------------ | ------------- | ------------- | ------------- | ------------- | ----------------- | ----------------- | ----------------- | ----------------- | -------- | ------ | ----------- | ---------- |
| J. Berghaus  | 33            | 4             | 4             | 0             | 1                 | 0                 | 0                 | 0                 | 34       | 4      | 4           | 0          |
| M. Bernard   | 2             | 0             | 0             | 0             | 0                 | 0                 | 0                 | 0                 | 2        | 0      | 0           | 0          |
| R. Budde     | 30            | 6             | 2             | 0             | 1                 | 0                 | 0                 | 0                 | 31       | 6      | 2           | 0          |
| L. Dupke     | 29            | 0             | 4             | 0             | 1                 | 0                 | 0                 | 0                 | 30       | 0      | 4           | 0          |
| A. Fagot     | 38            | 11            | 4             | 0             | 1                 | 0                 | 1                 | 0                 | 39       | 11     | 5           | 0          |
| J. Galbierz  | 4             | 0             | 1             | 0             | 0                 | 0                 | 0                 | 0                 | 4        | 0      | 1           | 0          |
| U. Gelhard   | 10            | 0             | 0             | 0             | 1                 | 0                 | 0                 | 0                 | 11       | 0      | 0           | 0          |
| P. Hayduk    | 34            | 11            | 1             | 0             | 0                 | 0                 | 0                 | 0                 | 34       | 11     | 1           | 0          |
| N. Heidemann | 16            | 0             | 0             | 0             | 0                 | 0                 | 0                 | 0                 | 16       | 0      | 0           | 0          |
| B. Hermes    | 7             | 0             | 1             | 0             | 1                 | 2                 | 0                 | 0                 | 8        | 2      | 1           | 0          |
| R. Jakobs    | 27            | 4             | 1             | 0             | 1                 | 0                 | 0                 | 0                 | 28       | 4      | 1           | 0          |
| W. Koch      | 26            | 3             | 1             | 0             | 1                 | 0                 | 0                 | 0                 | 27       | 3      | 1           | 0          |
| V. Kovačić   | 29            | 0             | 0             | 0             | 0                 | 0                 | 0                 | 0                 | 29       | 0      | 0           | 0          |
| M. Loesch    | 25            | 1             | 4             | 0             | 1                 | 0                 | 0                 | 0                 | 26       | 1      | 4           | 0          |
| S. Maschotta | 3             | 0             | 0             | 0             | 0                 | 0                 | 0                 | 0                 | 3        | 0      | 0           | 0          |
| E. Miß       | 31            | 0             | 5             | 0             | 1                 | 0                 | 0                 | 0                 | 32       | 0      | 5           | 0          |
| A. Pauli     | 1             | 0             | 0             | 0             | 0                 | 0                 | 0                 | 0                 | 1        | 0      | 0           | 0          |
| G. Pecl      | 38            | 0             | 3             | 0             | 1                 | 0                 | 0                 | 0                 | 39       | 0      | 3           | 0          |
| G. Pröpper   | 10            | 0             | 0             | 0             | 0                 | 0                 | 0                 | 0                 | 10       | 0      | 0           | 0          |
| P. Redder    | 34            | 1             | 1             | 0             | 0                 | 0                 | 0                 | 0                 | 34       | 1      | 1           | 0          |
| D. Schlosser | 1             | 0             | 0             | 0             | 0                 | 0                 | 0                 | 0                 | 1        | 0      | 0           | 0          |
| D. Spincke   | 34            | 2             | 4             | 0             | 1                 | 0                 | 1                 | 0                 | 35       | 2      | 5           | 0          |
| K. Zorr      | 9             | 1             | 0             | 0             | 0                 | 0                 | 0                 | 0                 | 9        | 1      | 0           | 0          |